# 瓦哈卡人民原住民委员会“里卡多·弗洛雷斯·马贡”
瓦哈卡人民原住民委员会“里卡多·弗洛雷斯·马贡”（西班牙語：Consejo Indígena Popular de Oaxaca "Ricardo Flores Magón"，缩写为CIPO-RFM）是墨西哥瓦哈卡州的一个由农村原住民和社区组成的组织，成立于1997年。该组织称其目标是“促进、传播和捍卫我们作为社区和个人的人权、领土权、经济权、社会权、政治权和文化权”，主张通过非暴力的社区行动来实现这些目标。该组织内部的决策交由集会进行，参与者通过协商达成共识。该组织得名于20世纪初的墨西哥无政府主义活动家里卡多·弗洛雷斯·马贡，并遵循他的理念。该组织倡导自治社区、终结私有财产以及土地的共同所有。
该组织曾是国际无政府主义组织国际自由意志团结的成员。